# Zračna luka Santa Bernardina
Zračna luka Santa Bernardina (špa. Aeropuerto Internacional Santa Bernardina) urugvajska je zračna luka koja služi grad Durazno u središnjem Urugvaju. 
Nalazi se u državnom vlasništvu, kao i većina međunarodnih zračnih luka u Urugvaju.
Zračna luka je osim civilne, i vojne namjene te surađuje s obližnjom Zračnom vojnom bazom "Mario W. Parallada" kojoj dozvoljavaju uzlijetanje njihovih vojnih zrakoplova za izvođenje vojnih vježbi i akcija spašavanja.
Dvije uzletno-letne staze s asfaltnom i betonskom podlogom zadovoljavaju potrebe putničkog i vojnog prijevoza tijekom cijele godine.

## Vanjske poveznice
- Trenutno vrijeme u zračnoj luci (engl.)